# Mark Boston
Mark Boston, soprannominato Rockette Morton (Salem, 14 luglio 1949), è un musicista statunitense, conosciuto soprattutto per avere suonato il basso e la chitarra nella Magic Band di Captain Beefheart negli anni sessanta e settanta.

## Carriera

### Inizi
Nel 1963, dopo essersi trasferito a Lancaster, in California, Boston si unì al futuro membro della Magic Band Bill Harkleroad (alias "Zoot Horn Rollo") in un gruppo chiamato "B.C. & The Cavemen". Successivamente, entrato a far parte della Magic Band di Captain Beefheart, suonò la chitarra e il basso elettrico in album come Lick My Decals Off, Baby, The Spotlight Kid, Clear Spot, Unconditionally Guaranteed, e l'acclamato Trout Mask Replica (prodotto da Frank Zappa).
Mentre lavorava con Captain Beefheart, Boston ricevette il soprannome "Rockette Morton" con il quale verrà identificato per tutto il resto della carriera.
Rockette Morton lasciò il gruppo di Beefheart nel 1974 per formare i Mallard con gli ex compagni nella Magic Band John French, Bill Harkleroad, John Thomas, e Art Tripp che avevano abbandonato tutti Beefheart a causa dei suoi modi dittatoriali. Dopo lo scioglimento dei Mallard (due album all'attivo) nel 1976, Boston continuò a suonare in varie band in qualità di chitarrista e bassista. Nel 2003 ha dato alle stampe il suo primo album da solista intitolato Love Space.

## Discografia

### Con Captain Beefheart & His Magic Band
- Trout Mask Replica (1969)
- Lick My Decals Off, Baby (1970)
- The Spotlight Kid (1972)
- Clear Spot (1972)
- Unconditionally Guaranteed (1974)

### Con i Mallard
- Mallard
- In a Different Climate

### Solista
- Love Space (2003)